# Pir-i-Hajat
Pir-i-Hajat (persiska: Pīr Ḩājāt, پیر حاجات, Pīr Hāji) är en by i Iran.   Den ligger i provinsen Sydkhorasan, i den centrala delen av landet, 500 km öster om huvudstaden Teheran. Pir-i-Hajat ligger 1 048 meter över havet och antalet invånare är 165.
Terrängen runt Pir-i-Hajat är kuperad åt sydost, men åt nordväst är den platt.  Trakten runt Pir-i-Hajat är nära nog obefolkad, med mindre än två invånare per kvadratkilometer. Närmaste större samhälle är Pey Ostān, 5,9 km sydväst om Pir-i-Hajat. Trakten runt Pir-i-Hajat är ofruktbar med lite eller ingen växtlighet.